# Joe Steward
Pour les articles homonymes, voir Steward.
Joe Steward, né le 19 août 1996, est un coureur de fond britannique spécialisé en course en montagne. Il a remporté le titre de champion d'Europe de course en montagne 2024 sur l'épreuve de montée.

## Biographie
Jow Steward fait ses débuts en course à pied tôt dans son enfance et démontre de bons résultats en cross-country. Sa carrière sportive est cependant mise à mal par des problèmes financiers et ses apparitions en compétition se font plus rares,.
Il fait par la suite ses débuts dans la discipline de course en montagne et se classe septième de l'épreuve de montée lors des championnats d'Europe de course en montagne et trail 2022 à El Paso.
Il se révèle en 2023 en décrochant plusieurs podiums sur les épreuves verticales de la Coupe du monde de course en montagne. Le 15 juillet, il réalise une solide course pour terminer troisième du Piz Tri Vertical derrière les Kényans Patrick Kipngeno et Philemon Kiriago. Le 27 août, il mène les débats et s'impose sur le parcours raccourci du Mémorial Partigiani Stellina. Le 2 septembre, il effectue une lutte serrée avec l'Américain Christian Allen pour la deuxième place du Vertical Nasego et finit par céder pour sept secondes. La semaine suivante, il domine le Canfranc-Canfranc Vertical pour remporter sa première victoire en Coupe du monde. Le 13 octobre, il parvient à s'imposer sur le parcours raccourci de la Sky Gran Canaria Uphill4, battant Patrick Kipngeno. Il se classe deuxième du classement vertical et troisième du classement général de la Coupe du monde.
Le 19 avril 2024, il s'impose lors des championnats de Grande-Bretagne de course en montagne à Keswick en parvenant à se défaire de Jacob Adkin après une lutte serrée. Le 31 mai, il s'élance confiant sur l'épreuve de montée aux championnats d'Europe de course en montagne et trail à Annecy. Il mène la course de bout et bout et s'impose avec plus d'une minute d'avance sur son compatriote Jacob Adkin. Il remporte de plus la médaille d'or au classement par équipes.

## Palmarès
| no  | masculin           | Course                                                           | Longueur | Départ           | Temps           |
| --- | ------------------ | ---------------------------------------------------------------- | -------- | ---------------- | --------------- |
| 7e  | 7e                 | Championnats d'Europe de course en montagne - Montée             | 8,85 km  | 1er juillet 2022 | 46 min 9 s      |
| 2e  | Médaille d'argent  | Course de montagne de Gamperney                                  | 8,8 km   | 21 mai 2023      | 45 min 37 s     |
| 8e  | 8e                 | Championnats du monde de course en montagne - Montée             | 7,1 km   | 7 juin 2023      | 43 min 2 s      |
| 3e  | Médaille de bronze | Piz Tri Vertical                                                 | 3,5 km   | 15 juillet 2023  | 34 min 35 s     |
| 1re | Médaille d'or      | Mémorial Partigiani Stellina                                     | 6,5 km   | 27 août 2023     | 34 min 33 s     |
| 3e  | Médaille de bronze | Vertical Nasego                                                  | 4,2 km   | 2 septembre 2023 | 35 min 8 s      |
| 1re | Médaille d'or      | Canfranc-Canfranc Vertical                                       | 4,4 km   | 8 septembre 2023 | 35 min 34 s     |
| 1re | Médaille d'or      | Sky Gran Canaria - A4Uphill                                      | 4,0 km   | 13 octobre 2023  | 17 min 42 s     |
| 1re | Médaille d'or      | Championnats de Grande-Bretagne de course en montagne - Montée   | 6 km     | 19 avril 2024    | 36 min 39 s     |
| 1re | Médaille d'or      | Championnats d'Europe de course en montagne - Montée             | 7,6 km   | 31 mai 2024      | 42 min 37 s     |
| 5e  | 5e                 | Championnats d'Europe de course en montagne - Montée et descente | 16,0 km  | 2 juin 2024      | 1 h 12 min 23 s |
| 1re | Médaille d'or      | Course du Snowdon                                                | 15,35 km | 20 juillet 2024  | 1 h 5 min 41 s  |
| 1re | Médaille d'or      | Tarawera Ultramarathon T21                                       | 23 km    | 15 février 2025  | 1 h 18 min 47 s |

## Records
| Épreuve      | Performance | Date             | Lieu           |
| ------------ | ----------- | ---------------- | -------------- |
| 1 500 mètres | 4 min 5 s 6 | 7 septembre 2014 | Connah's Quay  |
| 3 000 mètres | 9 min 4 s 7 | 1er juin 2014    | Ellesmere Port |
| 5 kilomètres | 15 min 3 s  | 11 août 2016     | Manchester     |